# Tropidion pinima
Tropidion pinima är en skalbaggsart som beskrevs av Martins och Maria Helena M. Galileo 2007. Tropidion pinima ingår i släktet Tropidion och familjen långhorningar. Inga underarter finns listade i Catalogue of Life.